# Poul Georg Andræ
Poul Georg Andræ (26. august 1843—15. juni 1928) var en dansk historisk forfatter. Han var søn af stats- og finansminister Carl Georg Andræ og hustruen Hansine Pauline, født Schack.
Poul Andræ blev i 1862 student fra Metropolitanskolen, og i 1868 cand. jur. fra Københavns Universitet med årgangens næsthøjeste karaktergennemsnit. Han var en årrække ansat i Finansministeriet, indtil han i 1889 blev udnævnt til amtsforvalter i Skanderborg. I 1894 fik han sin afsked i nåde og med pension, og vendte nu tilbage til København, hvor han brugte de næste mange år til at skrive om sin berømte faders liv og virksomhed, bl.a. i den stort anlagte biografi Carl Georg Andræ (4 bind 1897-1912), der dog desværre kun dækker faderens første 40 år. Han udgav også moderens interessante dagbøger, der udgør en vigtig kilde til 1850'ernes og 1860'ernes Danmarkshistorie (Gehejmeraadinde Andræs politiske Dagbøger (1914-16). Han har desuden skrevet Via Appia (1882-89) samt under pseudonymet Tandem den store artikel Den kontrære Sexualfornemmelse. Fragmenter til Oplysning, der udkom i Bibliothek for Læger i 1892. Her talte han som den første i Danmark for homoseksuelles ligestilling, og det var også i denne artikel, at begreberne homoseksuel og heteroseksuel for første gang anvendtes på dansk grund.
Poul Andræ oplevede allerede i skoletiden, at han seksuelt kun tændte på mænd, og denne fornemmelse af at være anderledes tumlede han med i mange år, indtil han fandt ro i den forklaring, som hans tyske ligesindede Karl Heinrich Ulrichs fremlagde, da han beskrev sig selv som "en kvindelig sjæl indesluttet i en mands krop". Sådanne mænd begyndte psykiaterne snart at kalde kontrærseksuelle, og dette ord foretrak Poul Andræ at bruge om sig selv hele livet igennem.
Poul Andræ har efterladt sig en række dagbogsnotater og breve på Det kgl. Bibliotek, der sammen med hans omfattende skiftesag på Rigsarkivet danner kildegrundlag for historikeren Karl Peder Pedersens biografi: Poul og kærligheden. En kontrærseksuels bekendelser. Gads Forlag 2021.